# Fields of Blood
Fields of Blood devetnaesti je studijski album njemačkog heavy metal-sastava Grave Digger. Diskografska kuća Napalm Records objavila ga je 29. svibnja 2020.

## Popis pjesama
Tekstovi: Chris Boltendahl, glazba: Boltendahl i Axel Ritt, osim pjesmi "Requiem for the Fallen" koji je napisao Jens Becker.
| 1.    | »The Clansman's Journey« (instrumentalna skladba) | 1:27  |
| 2.    | »All for the Kingdom«                             | 4:10  |
| 3.    | »Lions of the Sea«                                | 3:58  |
| 4.    | »Freedom«                                         | 4:53  |
| 5.    | »The Heart of Scotland«                           | 5:19  |
| 6.    | »Thousand Tears«                                  | 4:57  |
| 7.    | »Union of the Crown«                              | 3:58  |
| 8.    | »My Final Fight«                                  | 4:09  |
| 9.    | »Gathering of the Clans«                          | 3:57  |
| 10.   | »Barbarian«                                       | 3:43  |
| 11.   | »Fields of Blood«                                 | 10:10 |
| 12.   | »Requiem for the Fallen« (instrumentalna skladba) | 3:00  |
| 53:41 |                                                   |       |

## Zasluge
Grave Digger
- Chris Boltendahl – vokali, produkcija, koncept naslovnice, dizajn
- Jens Becker – bas-gitara
- Axel Ritt – gitara, klavijature (na pjesmama 2. – 11.), produkcija, snimanje (gitare)
- Marcus Kniep – bubnjevi, klavijature (na pjesmama "The Clansman's Journey" i "Requiem for the Fallen")

Dodatni glazbenici
- John Jaycee Cuijpers – prateći vokali
- Olaf Senkbeil – prateći vokali
- Noora Louhimo – vokal (na pjesmi "Thousand Tears")
- Les Tambours du Bronx – bubnjevi (na pjesmama "The Clansman's Journey" i "The Heart of Scotland")
- HP Katzenburg – klavijature (na pjesmi "Thousand Tears")
- Hans Grothusen – gajde
- Paul Grothe – gajde
- Florian Bohm – gajde, irske gajde
- Andreas von Lippinski – prateći vokali
- Hacky Hackmann – prateći vokali

Ostalo osoblje
- Jörg Umbreit – produkcija, snimanje, miks, mastering
- Alexander Tartsus – naslovnica
- Jens Howorka – fotografije